# August Steffen

August Steffen, 1875

Johann Theodor August Steffen (* 6. Dezember 1825 in Stettin; † 7. Januar 1910 ebenda) war ein deutscher Kinderarzt.

## Leben
August Steffen wurde als Sohn des Geheimen Medizinalrats August Wilhelm Steffen und dessen Frau Juliane Böhmer geboren. Er besuchte bis 1844 das Marienstiftsgymnasium in Stettin und studierte in Bonn, Heidelberg und Halle Medizin. Im Jahr 1848 wurde er in Halle promoviert, 1849 folgte die Approbation. Nach einem Studienaufenthalt in Paris kehrte Steffen 1850 als Arzt nach Stettin zurück.
In Stettin wurde Steffen 1853 Leiter der Kinderheilanstalt, die 1856 in neue Räumlichkeiten umziehen konnte, die das erste moderne Krankenhaus der Stadt bildeten. 1859 richtete er hier eine Poliklinik ein, in der Kinder unbemittelter Eltern kostenlos behandelt wurden. Etwa 1860 erwirkte er nach langen Verhandlungen das Recht auf Leichensektionen für wissenschaftliche Zwecke. 1868 eröffnete er in der Kinderheilanstalt die ersten klinischen Ferienkurse für ältere Studenten und jüngere Kollegen.
August Steffen war von 1868 bis 1900 Schriftleiter des Jahrbuchs für Kinderheilkunde. Ebenfalls 1868 gründete er auf der Naturforscherversammlung zu Dresden die Sektion Kinderheilkunde der Gesellschaft Deutscher Naturforscher und Ärzte. Aus der Sektion bildete sich 1883 die Gesellschaft für Kinderheilkunde, deren erster Vorsitzender Steffen bis 1900 war. Steffen wurde mit dem Titel eines Geheimen Sanitätsrats ausgezeichnet.
Steffen war verheiratet mit Johanna Emilie Ulrich, die jedoch bereits 11 Monate nach der Hochzeit starb, nachdem sie eine Tochter geboren hatte. 1856 schloss er eine zweite Ehe mit Pauline Böttcher, der Tochter eines Stettiner Kaufmanns. Mit ihr hatte er einen Sohn († 1899) und zwei Töchter.

## Schriften
- Klinik der Kinderkrankheiten. 3 Bände. Berlin 1865–1889.
- als Hrsg. mit Carl Gerhardt und Franz von Rinecker: Handbuch der Kinderkrankheiten. H. Laupp, Tübingen 1877–1896.
- Die malignen Geschwülste im Kindesalter. Stuttgart 1905.